# Anthoscopus punctifrons
Anthoscopus punctifrons là một loài chim trong họ Remizidae.